# Монте Чипола (Бари)
Монте Чипола (итал. Monte Cipolla) је насеље у Италији у округу Бари, региону Апулија.
Према процени из 2011. у насељу је живело 69 становника. Насеље се налази на надморској висини од 248 м.